# Weitersdorf (Roßtal)

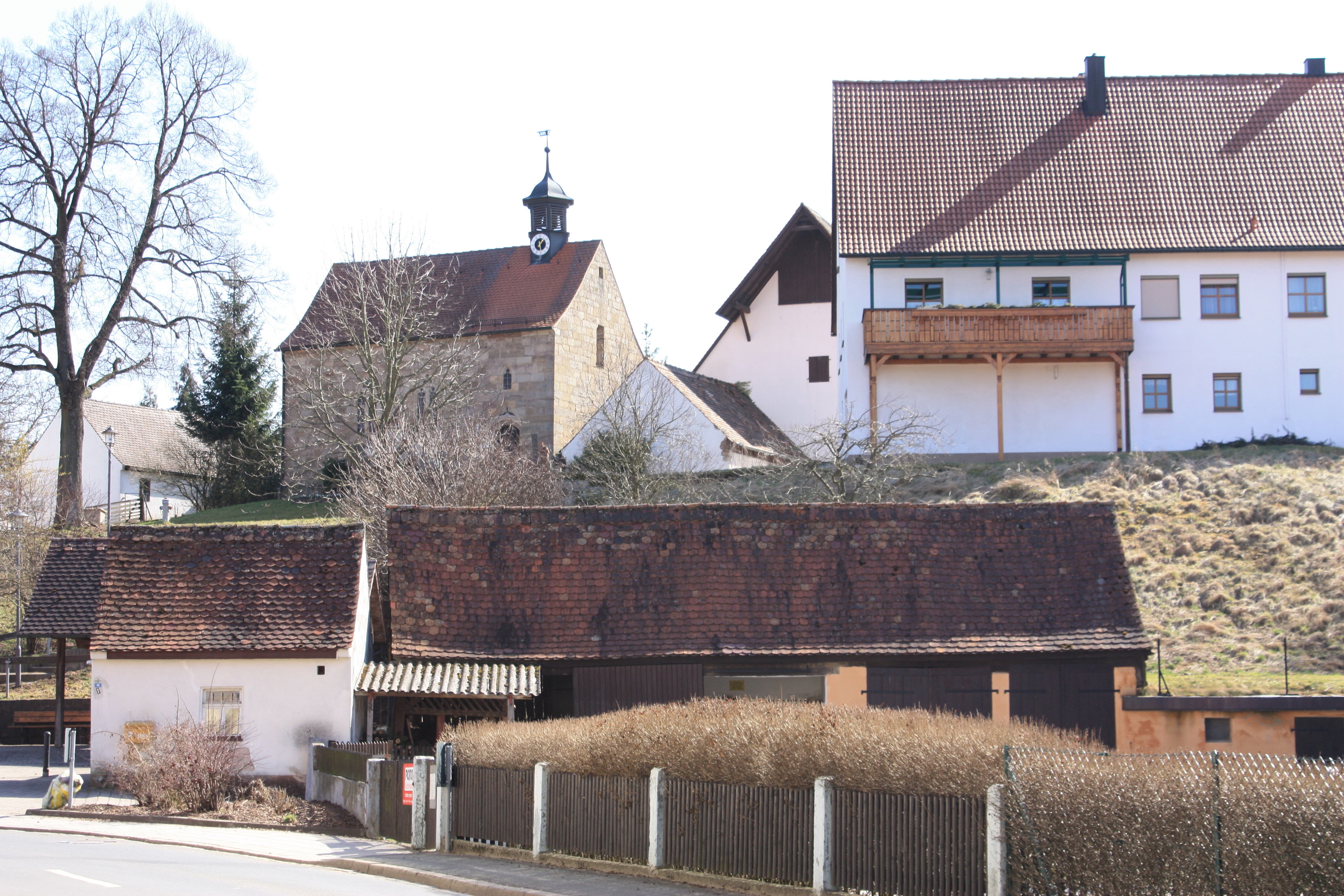
St. Aegidius

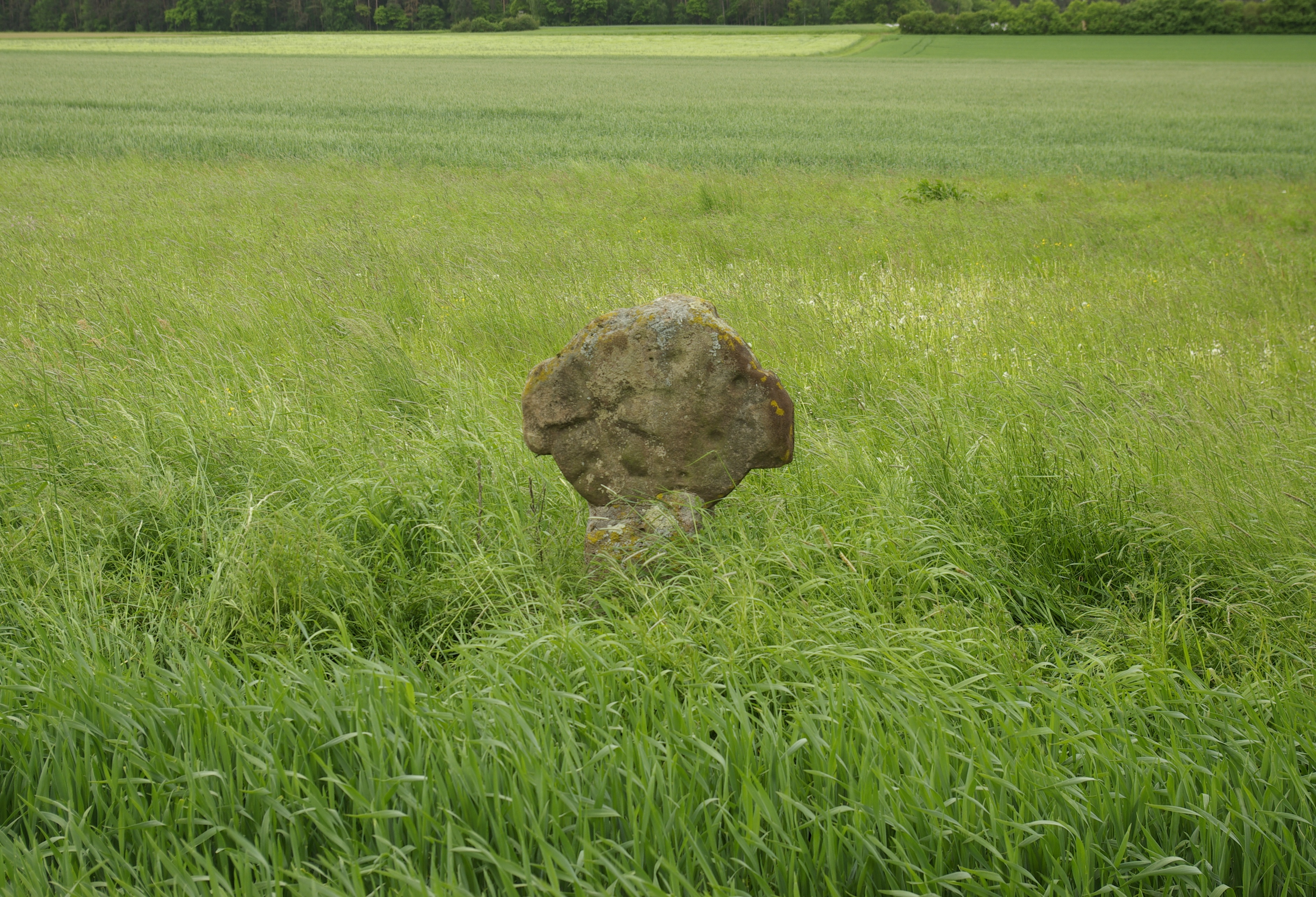
Steinkreuz bei Weitersdorf

Weitersdorf (fränkisch: Waideasch-doaf) ist ein Gemeindeteil des Marktes Roßtal im Landkreis Fürth (Mittelfranken, Bayern). Die Gemarkung Weitersdorf hat eine Fläche von 8,207 km². Sie ist in 1357 Flurstücke aufgeteilt, die eine durchschnittliche Fläche von 6048,09 m² haben. In ihr liegen neben dem namensgebenden Ort die Gemeindeteile Kastenreuth, Oedenreuth, Trettendorf  und Wimpashof.

## Geographie
Das Kirchdorf bildet mit dem südwestlich gelegenen Roßtal eine geschlossene Siedlung. Der Ort ist von Acker- und Grünland und kleineren Waldgebieten umgeben. Nordöstlich des Ortes liegt die Krähenleite, 0,75 km südöstlich das Weismannsdorfer Holz.
Die Kreisstraße FÜ 22 verläuft nach Roßtal zur Staatsstraße 2409 (1,8 km südwestlich) bzw. am Wolfgangshof vorbei nach Anwanden (1,6 km nordöstlich). Eine Gemeindeverbindungsstraße führt nach Kastenreuth (1,8 km südlich). Durch den Ort verläuft der Fränkische Marienweg.

## Geschichte
Im Jahre 1234 wurde ein „Burchardus de Witandorf“ in einer Urkunde erwähnt. Dies ist zugleich die erste schriftliche Erwähnung des Ortes. Im Jahre 1339 wurde der Ort erstmals „Weitersdorf“ genannt. Ob das Bestimmungswort des Ortsnamens der deutsche Personenname Wîtram oder der slawische Personenname Vītan ist, ist unklar.
Gegen Ende des 18. Jahrhunderts gab es in Weitersdorf sechs Anwesen. Das Hochgericht übte das brandenburg-ansbachische Richteramt Roßtal aus. Die Dorf- und Gemeindeherrschaft hatte das Spitalamt der Reichsstadt Nürnberg. Grundherren waren die Heiligenstiftung Roßtal (1 Gut), die Reichsstadt Nürnberg: Landesalmosenamt (1 Halbhof, 1 Gut), Spitalamt (2 Güter) und der Nürnberger Eigenherr von Haller (1 Gut). 1804 gab es im Ort sieben Anwesen, von denen einer ansbachisch und sechs nürnbergisch waren.
Von 1797 bis 1808 unterstand der Ort dem Justiz- und Kammeramt Cadolzburg. Im Rahmen des Gemeindeedikts wurde Weitersdorf 1808 dem Steuerdistrikt Buchschwabach zugeordnet. Im selben Jahr entstand die Ruralgemeinde Weitersdorf, zu der Kastenreuth, Oedenreuth, Trettendorf  und Wimpashof gehörten. Sie war in Verwaltung und Gerichtsbarkeit dem Landgericht Cadolzburg zugeordnet und in der Finanzverwaltung dem Rentamt Cadolzburg (1919 in Finanzamt Cadolzburg umbenannt). Ab 1862 gehörte Weitersdorf zum Bezirksamt Fürth (1939 in Landkreis Fürth umbenannt). Die Gerichtsbarkeit blieb beim Landgericht Cadolzburg (1879 in Amtsgericht Cadolzburg umbenannt), seit 1931 ist das Amtsgericht Fürth zuständig. Die Finanzverwaltung wurde am 1. Januar 1929 vom Finanzamt Fürth übernommen. Die Gemeinde hatte 1964 eine Gebietsfläche von 8,208 km². Im Rahmen der Gebietsreform in Bayern wurde Weitersdorf am 1. Mai 1978 nach Roßtal eingemeindet.

### Baudenkmäler
In Weitersdorf gibt es zwei Baudenkmäler:
- evangelisch-lutherische Filialkirche St. Ägidius
- Steinkreuz

ehemaliges Baudenkmal
- Haus Nr. 6: zweigeschossiges Wohnstallhaus im Typ der Gegend; massiv, verputzt; stattlicher dreigeschossiger Straßengiebel aus Fachwerk (K-Streben, geschweifte Kopfbüge); gruppierte Giebellucken, Inschrifttafel „1718 GH / CE“, ein Erdgeschossfenster bezeichnet „17 CH 76“; Fensterbänke profiliert, Stallteil erneuert[16]

### Bodendenkmäler
In der Gemarkung Weitersdorf gibt es drei Bodendenkmäler.

### Einwohnerentwicklung
Gemeinde Weitersdorf
| Jahr      | 1818   | 1840   | 1852   | 1855   | 1861   | 1867   | 1871   | 1875   | 1880   | 1885   | 1890   | 1895   | 1900   | 1905   | 1910   | 1919   | 1925   | 1933   | 1939   | 1946   | 1950   | 1952   | 1961   | 1970   |
| Einwohner | 243    | 248    | 263    | 294    | 268    | 267    | 284    | 275    | 287    | 285    | 262    | 266    | 250    | 263    | 276    | 285    | 309    | 344    | 329    | 451    | 482    | 464    | 474    | 602    |
| Häuser    | 39     | 44     |        |        |        |        | 46     |        |        | 57     | 51     |        | 51     |        |        |        | 52     |        |        |        | 66     |        | 93     |        |
| Quelle    | [ 18 ] | [ 19 ] | [ 20 ] | [ 20 ] | [ 21 ] | [ 22 ] | [ 23 ] | [ 24 ] | [ 25 ] | [ 26 ] | [ 27 ] | [ 20 ] | [ 28 ] | [ 20 ] | [ 29 ] | [ 20 ] | [ 30 ] | [ 20 ] | [ 20 ] | [ 20 ] | [ 31 ] | [ 20 ] | [ 12 ] | [ 32 ] |

Ort Weitersdorf
| Jahr      | 001818 | 001840 | 001861 | 001871 | 001885 | 001900 | 001925 | 001950 | 001961 | 001970 | 001987 | 001997 | 002007 | 002018 | 002023 |
| Einwohner | 75     | 65     | †      | 82     | 68     | 70     | 99     | 208    | 257    | 383    | 554    | *700   | *827   | *770   | *772   |
| Häuser    | 11     | 14     |        |        | 14     | 13     | 15     | 27     | 49     |        | 137    |        |        |        |        |
| Quelle    | [ 18 ] | [ 19 ] | [ 21 ] | [ 23 ] | [ 26 ] | [ 28 ] | [ 30 ] | [ 31 ] | [ 12 ] | [ 32 ] | [ 33 ] | [ 1 ]  | [ 1 ]  | [ 1 ]  | [ 1 ]  |

## Religion
Der Ort ist seit der Reformation evangelisch-lutherisch geprägt und war ursprünglich nach St. Rochus (Zirndorf) gepfarrt, seit der ersten Hälfte des 19. Jahrhunderts ist die Pfarrei St. Laurentius (Roßtal) zuständig. Die Einwohner römisch-katholischer Konfession sind nach Christkönig (Roßtal) gepfarrt.